# Trani Laka
Trani Laka (în greacă: Τρανή Λάκα sau Τρανηλάκα) este un sat în prefectura Elida, Grecia.
Trani Laka sau Tranilaka (numit și Trani Laka - Agia Paraskevis) Tranilaka I.N. Ag. Paraskevis
Τρανή Λάκα sau Τρανηλάκα (numit și Τρανή Λάκα - Αγία Παρασκευής) Τρανηλάκα Ι.Ν. Αγ. Παρασκευής